# Амховица
Амховица — река в России, на западе Тверской области, правый приток Дремовли (бассейн Межи). Длина реки составляет 13,2 километра.
Протекает по территории Нелидовского муниципального района. Населённых пунктов на берегу реки нет.
Амховица вытекает из небольшого озера Крюковское, расположенное на болоте Дятловском. Течёт в цело на восток по лесной и заболоченной местности параллельно трассе Москва — Рига. Ширина реки до 5 метров, глубина до 2 метров.
Впадает в Дремовлю справа в 2 километра от её устья.